# Allopachria jirii
Allopachria jirii är en skalbaggsart som beskrevs av Wewalka 2010. Allopachria jirii ingår i släktet Allopachria och familjen dykare. Inga underarter finns listade i Catalogue of Life.